# Nico Lutkeveld
Nico Lutkeveld (eigentlich Nicolaas Bernardus Lutkeveld; * 9. September 1916 in Amsterdam; † 14. Dezember 1997 ebd.) war ein niederländischer Speerwerfer.
1946 wurde er Achter bei den Europameisterschaften in Oslo. Bei den Olympischen Spielen 1948 in London schied er in der Qualifikation aus, und bei den Europameisterschaften 1950 in Brüssel wurde er erneut Achter.
Seine persönliche Bestleistung von 68,24 m stellte er am 9. September 1951 in Ryswyk auf.